# Alexander Majorov
Alexander Majorov (in russo Александр Александрович Майоров?, Aleksandr Aleksandrovič Majorov; Leningrado, 19 luglio 1991) è un pattinatore artistico su ghiaccio russo naturalizzato svedese.
Ha vinto la medaglia di bronzo ai campionati mondiali juniores di pattinaggio di figura del 2011, è stato per quattro volte campione nazionale svedese (nel 2012, 2013, 2014 e 2017) e per cinque volte vincitore ai campionati nordici (dal 2011 al 2014 e nel 2016).

## Vita personale
Majorov è nato a San Pietroburgo e si è trasferito con la famiglia a Luleå in Svezia quando aveva quattro anni. Possiede la doppia cittadinanza svedese e russa e parla entrambe le lingue. 

È allenato da entrambi i genitori: suo padre, Alexander senior, è un allenatore di pattinaggio su ghiaccio ed è stato il primo allenatore di Aleksej Jagudin e sua madre, Irina Majorova, dirige una scuola di balletto. Ha un fratello minore, Nikolai, anche lui pattinatore su ghiaccio.

## Carriera
Majorov ha iniziato a gareggiare nel circuito ISU Junior Grand Prix nel 2005. Ha fatto il suo debutto nelle competizioni senior nel 2007, classificandosi 11º nel Golden Spin di Zagabria, continuando nel frattempo a gareggiare anche in gare di livello junior.
Nella stagione 2009-2010 si è classificato 10º ai campionati mondiali juniores di pattinaggio di figura e ha vinto la medaglia d'argento al Triglav Trophy di livello senior.
Nella stagione 2010-2011 ha ottenuto la medaglia di bronzo nella gara dello Junior Grand Prix tenuta a Ostrava in Repubblica Ceca e ha vinto due competizioni di livello senior: l'Ice Challenge di Graz e il NRW Trophy di Dortmund. Nel marzo del 2011 ha vinto la medaglia di bronzo ai campionati mondiali juniores, ottenendo la prima medaglia svedese ai campionati in 74 anni, dopo quella vinta nel 1938 da Vivi-Anne Hulten.
Nella stagione 2011-2012 si è classificato 11º ai campionati europei di pattinaggio di figura e 26º ai campionati mondiali di pattinaggio di figura.

Nella stagione 2012-2013 ha ottenuto il suo miglior piazzamento ai campionati europei arrivando 6º ed è stato 18º ai campionati del mondo. 

Nel 2013-2014 ha rappresentato la Svezia ai giochi olimpici di Soči arrivando 14º.
La stagione 2014-2015 è stata caratterizzata da alcuni infortuni e a fine 2015 è stato sottoposto ad un prelievo di midollo osseo per donarlo al padre malato di leucemia. Ha ripreso a gareggiare nei campionati europei tenutisi a Bratislava a fine gennaio 2016, arrivando 11º.

## Programmi
| Stagione  | Programma corto                                                                                              | Programma libero                                                                             | Esibizione |
| --------- | --- | -------------------------------------------------------------------------------------------- | ---------- |
| 2015–2016 | - Tango Emore di Edvin Marton                                                                                | - Archangel (da "Nero") di Thomas J. Bergersen                                               |            |
| 2014–2015 | - The Great Gig in the Sky di Pink Floyd                                                                     | - Archangel (da "Nero") di Thomas J. Bergersen                                               |            |
| 2013–2014 | - Korobushka di Bond                                                                                         | - Life Begins Again di Afro Celt Sound System - Archangel (da "Nero") di Thomas J. Bergersen | - The Mask |
| 2012–2013 | - Ray's Blues di Dave Grusin                                                                                 | - Life Begins Again di Afro Celt Sound System                                                |            |
| 2011–2012 | - Austin Powers di George S. Clinton - Moonlight Sonata di Ludwig van Beethoven adattamento di Marcus Miller | - Bolero de Ravel (from Flamenco Fantasy) di Gustavo Montesano                               |            |
| 2010–2011 | - Austin Powers di George S. Clinton                                                                         | - Polovtsian Dances (da Il principe Igor') di Alexander Borodin                              |            |
| 2009–2010 | - Libertango di Astor Piazzolla                                                                              | - Polovtsian Dances (da Il principe Igor') di Alexander Borodin                              |            |
| 2008–2009 | - Sirtaki di Mikīs Theodōrakīs                                                                               | - Carmen di Georges Bizet, Rodion Shchedrin                                                  |            |

## Risultati[14]
GP: Grand Prix; CS: Challenger Series; JGP: Junior Grand Prix
| Internazionali                                    | Internazionali | Internazionali | Internazionali | Internazionali | Internazionali | Internazionali | Internazionali | Internazionali | Internazionali | Internazionali | Internazionali | Internazionali | Internazionali | Internazionali | Internazionali | Internazionali |
| Evento                                            | 05–06          | 06–07          | 07–08          | 08–09          | 09–10          | 10–11          | 11–12          | 12–13          | 13–14          | 14–15          | 15–16          | 16-17          | 17-18          | 18-19          |                |                |
| ------------------------------------------------- | -------------- | -------------- | -------------- | -------------- | -------------- | -------------- | -------------- | -------------- | -------------- | -------------- | -------------- | -------------- | -------------- | -------------- | -------------- | -------------- |
| Giochi olimpici                                   |                |                |                |                |                |                |                |                | 14°            |                |                |                |                |                |                |                |
| Campionati mondiali                               |                |                |                |                |                | 28°            | 26°            | 18°            | 32°            | 23°            | R              | 23°            | 12°            | 18°            |                |                |
| Campionati europei                                |                |                |                | 22°            |                |                | 11°            | 6°             | 11°            | 11°            | 11°            | 11°            | 7°             | 8°             |                |                |
| GP Cup of China                                   |                |                |                |                |                |                |                |                |                |                |                |                | 10°            |                |                |                |
| GP Cup of Russia                                  |                |                |                |                |                |                |                |                |                | R              | R              | 12°            |                | 9°             |                |                |
| GP Bompard                                        |                |                |                |                |                |                | 6°             |                | 8°             |                |                |                |                |                |                |                |
| GP Skate America                                  |                |                |                |                |                |                |                | 10°            | 7°             |                |                |                |                |                |                |                |
| GP Skate Canada                                   |                |                |                |                |                |                | 9°             |                |                | R              |                |                |                | 10°            |                |                |
| CS Finlandia                                      |                |                |                |                |                |                |                |                |                |                | 8°             | 9°             |                | 11°            |                |                |
| CS Golden Spin                                    |                |                |                |                |                |                |                |                |                |                |                |                | 7°             | 6°             |                |                |
| CS Lombardia Trophy                               |                |                |                |                |                |                |                |                |                |                |                |                | 6°             |                |                |                |
| CS Nebelhorn Trophy                               |                |                |                |                |                |                |                |                |                |                |                |                | 3°             | 2°             |                |                |
| CS Warsaw Cup                                     |                |                |                |                |                |                |                |                |                |                |                | 1°             |                |                |                |                |
| Cup of Nice                                       |                |                |                |                |                |                |                |                |                |                | 2°             |                |                |                |                |                |
| Finlandia Trophy                                  |                |                |                |                |                |                | 4°             |                |                |                |                |                |                |                |                |                |
| Golden Spin                                       |                |                | 11°            | 3°             |                |                |                |                |                |                |                |                |                |                |                |                |
| Ice Challenge                                     |                |                |                |                |                | 1°             |                |                |                |                |                |                |                |                |                |                |
| Lombardia Trophy                                  |                |                |                |                |                |                |                |                | 1°             |                |                |                |                |                |                |                |
| Merano Cup                                        |                |                |                |                | 3°             |                |                |                |                |                |                |                |                |                |                |                |
| Nebelhorn Trophy                                  |                |                |                |                |                |                |                | 12             |                |                |                |                |                |                |                |                |
| New Year's Cup                                    |                |                |                |                |                |                |                | 1°             |                |                |                |                |                |                |                |                |
| Campionati nordici                                |                |                |                | 2°             | 2°             | 1°             | 1°             | 1°             | 1°             |                | 1°             |                |                | 2°             |                |                |
| NRW Trophy                                        |                |                |                |                |                | 1°             |                |                | 1°             |                |                | 1°             |                |                |                |                |
| Hellmut Seibt Memorial                            |                |                |                |                |                |                |                |                |                | 2°             |                |                |                |                |                |                |
| Triglav Trophy                                    |                |                |                |                | 2°             |                |                |                |                |                |                |                |                |                |                |                |
| Warsaw Cup                                        |                |                |                |                |                |                |                | 1°             |                |                |                |                |                |                |                |                |
| Universiadi                                       |                |                |                |                |                |                |                |                |                |                |                | 3°             |                |                |                |                |
| Internazionali: Junior                            |                |                |                |                |                |                |                |                |                |                |                |                |                |                |                |                |
| Mondiali junior                                   |                |                |                | 13°            | 8°             | 3°             |                |                |                |                |                |                |                |                |                |                |
| JGP Croazia                                       |                |                | 10°            |                | 4°             |                |                |                |                |                |                |                |                |                |                |                |
| JGP Repubblica Ceca                               |                |                |                | 8°             |                | 3°             |                |                |                |                |                |                |                |                |                |                |
| JGP Estonia                                       | 15°            |                |                |                |                |                |                |                |                |                |                |                |                |                |                |                |
| JGP Germania                                      |                |                | 10°            |                |                |                |                |                |                |                |                |                |                |                |                |                |
| JGP Giappone                                      |                |                |                |                |                | 5°             |                |                |                |                |                |                |                |                |                |                |
| JGP Paesi Bassi                                   |                | 9°             |                |                |                |                |                |                |                |                |                |                |                |                |                |                |
| JGP Romania                                       |                | 9°             |                |                |                |                |                |                |                |                |                |                |                |                |                |                |
| JGP Sud Africa                                    |                |                |                | 7°             |                |                |                |                |                |                |                |                |                |                |                |                |
| JGP USA                                           |                |                |                |                | 6°             |                |                |                |                |                |                |                |                |                |                |                |
| Festival olimpico della gioventù europea          |                | 2°             |                |                |                |                |                |                |                |                |                |                |                |                |                |                |
| Campionati nordici                                | 1° J.          | 1° J.          |                |                |                |                |                |                |                |                |                |                |                |                |                |                |
| Nazionali                                         |                |                |                |                |                |                |                |                |                |                |                |                |                |                |                |                |
| Campionati nazionali svedesi                      | 1° J.          | 1° J.          |                | 2°             | 3°             | 3°             | 1°             | 1°             | 1°             | R              | R              | 1°             | 1°             | 1°             |                |                |
| R = Ritirato; Categorie: N. = Novice; J. = Junior |                |                |                |                |                |                |                |                |                |                |                |                |                |                |                |                |